# Visconde de Ferreri

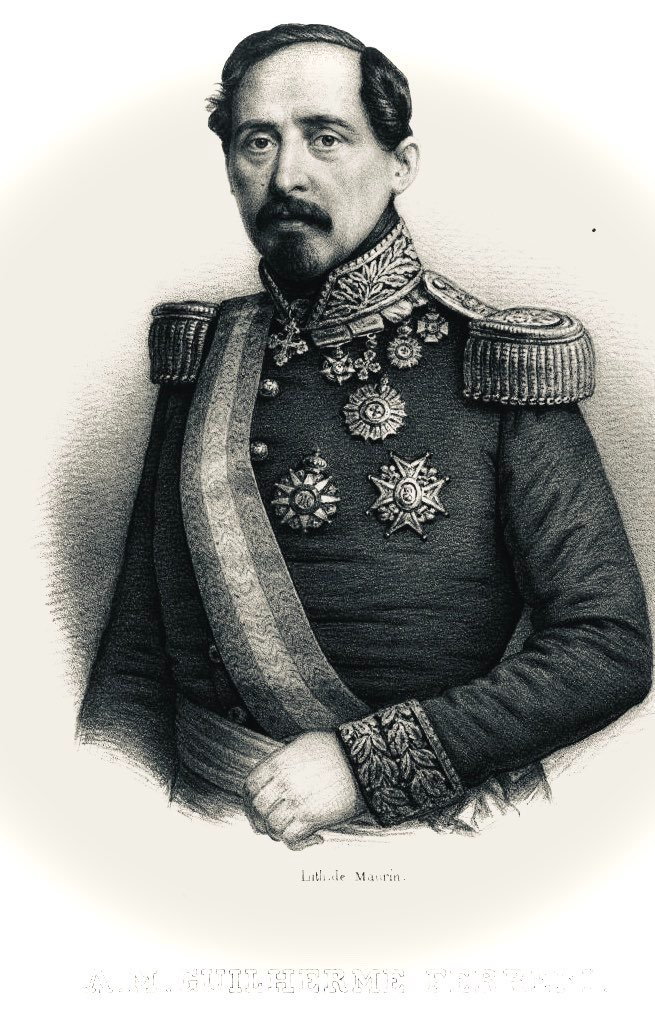
A.M.Guilherme Ferreri, Fidalgo Cavaleiro da Casa Real, Conselheiro de Sua Majestade Fidelíssima D.Maria II, Ministro Honorário de Estado, Marinha e Ultramar e da Guerra, Deputado da Nação. Descendente dos Condes de Ferreri, sobrinho do Senhor Barão de São Martinho de Dume e pai do Senhor Visconde de Ferreri.

Visconde de Ferreri é um título nobiliárquico criado por D. Luís I de Portugal, por Decreto de 21 de Novembro e Carta de 5 de Dezembro de 1878, em favor de Adriano Augusto Brandão de Sousa Ferreri. 
Filho primogénito do Tenente General Adriano Maurício de Guilherme Ferreri e de D.Maria Romana de Souza Falcão.

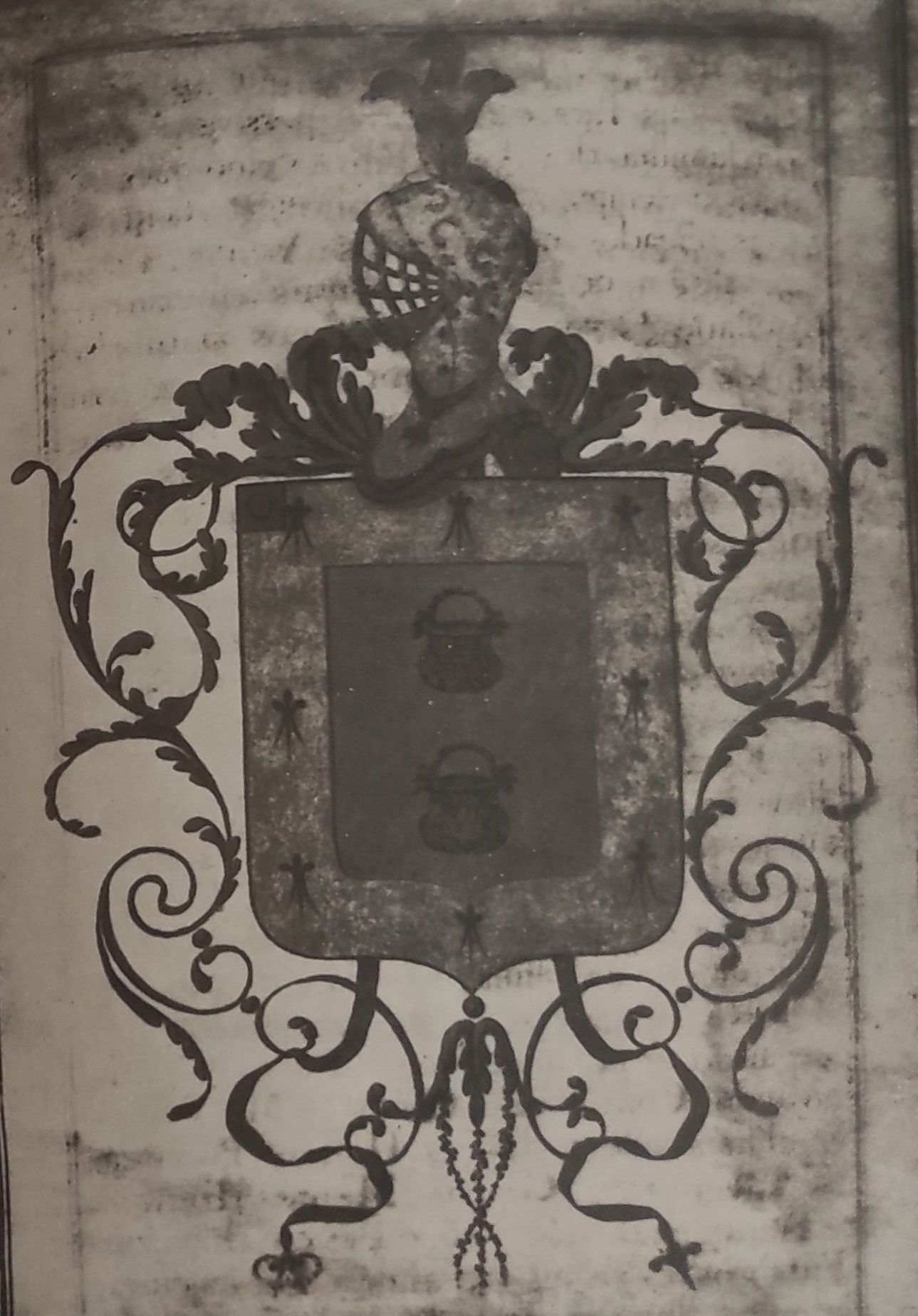
Usou as armas da família Ferreri de Gusmão em Portugal, passadas ao 1º Barão de São Martinho de Dume em 1825.

O seu pai Adriano Maurício Guilherme Brandão Soares de Castro Ferreri, foi Fidalgo Cavaleiro da Casa Real (Alvará de 24 Abril de 1845) ; Comendador das Ordens de Nossa Senhora da Conceição de Vila Viçosa, e da militar de São Bento de Avis; Cavaleiro da Antiga e muito Nobre Ordem da Torre Espada do Valor, Lealdade e Mérito, em virtude dos actos de valor que praticou durante o memorável assédio da cidade do Porto em 1832-33, e particularmente na acção de 24 de Março de 1833, dirigindo as baterias do Fojo, Monte Captivo, e Povoa; condecorado com a Medalha de 2 campanhas da Guerra Peninsular, e com a Cruz de Ouro de Montevideu ; Grã-Cruz da distinta Ordem de Carlos III de Espanha ; Comendador da Ordem dos Santos Maurício e Lázaro de Sardenha ; Ministro de Estado honorário, cargo que exerceu por varias vezes nos ministérios da Guerra, e da Marinha e Ultramar ; serviu por muitos anos como Director da primeira Direcção da Secretaria de Estado dos Negócios da Guerra ; exerceu o cargo de Comandante da Academia Militar entre 1841 até 1851; Deputado em várias legislaturas; Tenente General do Exercito. Nasceu em Valença do Minho a 3 de Maio de 1798, e morreu em Lisboa a 14 de Março de 1860 no cargo de Ministro da Marinha e Ultramar. Havendo assentado praça em Valença do Minho a 16 de Janeiro de 1806 no regimento de Infantaria n.° 21, passou ás fileiras em 1812, e depois para a arma de artilharia onde fez a sua carreira. Casou em primeiras núpcias, a 19 de Maio de 1836, com D. Maria Romana de Sousa Falcão, que morreu em 1842. 
O Tenente General Adriano Maurício era filho de Agostinho Brandão Soares de Castro e de D.Josefa Clara de Gusmão Ferreri. Neto materno do Conde Francisco Vicente Ferreri, natural de Bolonha e da sua esposa D.Josefa Furtado Paes, natural de Luzinde e sobrinho do Barão de São Martinho de Dume.
O seu filho primogénito, Adriano Augusto Brandão de Souza Ferreri, nasceu a 17/01/1841 em Lisboa e faleceu na mesma cidade na sua casa da Avenida Fontes Pereira de Melo a 13/07/1912. Sucedeu a seu pai como Fidalgo Cavaleiro da Casa Real, foi Diplomata em Paris e Madrid, Cavaleiro da Real da Ordem Militar de Nosso Senhor Jesus Cristo e Ilustríssimo Senhor Cavaleiro da Real e Distinguida Ordem Espanhola de Carlos III de Espanha, Governador Civil do Distrito da Guarda, Administrador de Abrantes e Bacharel em Leis na Universidade de Coimbra, casado com a Senhora Viscondessa de Passos em primeiras núpcias, conseguindo mais tarde o divórcio, casou novamente com a Senhora Maria do Carmo Fernandes do Nascimento, não tendo descendência em nenhum dos matrimónios. O seu irmão Alfredo Brandão Cró de Castro Ferreri foi Governador de diversas províncias de Moçambique, oficial do Exército Português e membro da Real Sociedade de Geografia de Lisboa. 
Do casamento com a primogénita de  Manuel da Silva Passos, Beatriz de Passos Manuel, não existiu descendência. 
A representação do título de Visconde de Ferreri está hoje nos Ferreri de Gusmão, Barão de São Martinho de Dume 
Titulares
1. Adriano Augusto Brandão de Sousa Ferreri, 1.º Visconde de Ferreri.